# カテプシンX
カテプシンX(Cathepsin X, EC 3.4.18.1)は、酵素である。以下の化学反応を触媒する。
幅広い基質特異性でC末端アミノ酸を遊離するが、C末端プロリンには作用しない。弱いエンドペプチダーゼ活性を示す。
カテプシンXは、リソソームのシステインプロテアーゼであり、C1ファミリー（パパインファミリー）に分類される。